# 第3回大日本吹奏樂大会
第3回大日本吹奏樂大会は、1942年(昭和17年)に開かれた大日本吹奏樂連盟(現全日本吹奏楽連盟)・朝日新聞社主催の「大日本吹奏樂大会(現全日本吹奏楽コンクール)」の第3回大会である。関門トンネル開通記念として開催された。太平洋戦争で中断する前の最後の大会であり、翌年以降の大会は戦争の激化のため中止となった。この記事では、大会の概要と結果について記す。

## 概要
- 開催会場
  - 行進演奏 : 東公園〜福岡県庁[注 1]〜西公園[1]
  - 舞台演奏 : 福岡中学校
- 開催日 1942年11月23日
- 開催部門
  - 吹奏楽
    - 学生部
    - 一般部

  - 喇叭鼓隊
    - 学生部
    - 一般部

  - 喇叭隊
    - 学生部
    - 一般部

  - 鼓笛隊
    - 学生部
    - 一般部
- 表賞
  - 順位制（1位・2位・3位）
  - 特選団体制度[注 2]
- 課題曲
  - 行進演奏の部
    - 吹奏楽 : 行進曲「航空日本」(陸軍軍楽隊作曲)
    - 喇叭鼓隊 : 「戦捷行進」(和田小太郎作曲)
    - 喇叭隊 : 速歩行進その１
    - 鼓笛隊 : 「国民進軍歌」(小森宗太郎作曲)

  - 舞台演奏の部
    - 吹奏楽 : 行進曲「亜細亜の力」
    - 喇叭鼓隊 : 幻想曲「喜悦」(山口常光作曲)
    - 喇叭隊 : 各種信号ラッパ[注 3]
    - 鼓笛隊 : 「少年楽手」(明石丈夫作曲)
- 審査員
  - 乗杉嘉寿(審査委員長)
  - 内藤清五海軍軍楽隊隊長
  - 近藤信一
  - 大塚正則
  - 板倉林司
  - 新美章
  - 林亘
  - 福喜多鎮男
  - 志波孝一
  - 植原巌

## 結果
- 吹奏楽 学生部

| 順 | 団体名                         | 自由曲                                      | 指揮者     | 賞  |
| -- | ------------------------------ | ------------------------------------------- | ---------- | --- |
| 1  | 東北中学校                     | 行進曲「大東亜戦争海軍の歌」 （酒井弘作曲） | 白鳥奥郎   |     |
| 2  | 東京府立化学工業学校           | 行進曲「大東亜戦争海軍の歌」 （酒井弘作曲） | 高木正夫   | 2位 |
| 3  | 東邦商業学校                   | 行進曲「連隊」                              | 神納照美   | 1位 |
| 4  | 天理中学校養徳報国団           | 行進曲「千代田城を仰いで」 （江口夜詩作曲） | 森川晴三郎 | 3位 |
| 5  | 広島県松本商業学校             | 序曲「栄光」                                | 三宅健二郎 |     |
| 6  | 小倉陸軍造兵廠技能者養成所学校 | 行進曲「大東亜戦争海軍の歌」 （酒井弘作曲） | 大塚斗喜太 |     |

- 吹奏楽 一般部

| 順 | 団体名                     | 自由曲                                          | 指揮者   | 賞  |
| -- | -------------------------- | ----------------------------------------------- | -------- | --- |
| 1  | 東京鉄道局大宮工機部       | 意想曲「攻撃」 （陸軍軍楽隊作曲）               | 岡本末蔵 | 3位 |
| 2  | 岡本工業株式会社           | 序曲「ピックダム」 （スッペ作曲）               | 赤坂幸蔵 | 1位 |
| 3  | 松下電器産業報国会歩一会   | 行進曲「大東亜戦争海軍の歌」 （海軍軍楽隊作曲） | 斎藤兼司 | 2位 |
| 4  | 広島鉄道局奉公会本部       | 序曲「ルストシュピール」 （ケラ・ベラ作曲）     | 藤沢善七 |     |
| 5  | 日立製作所戸畑工場青年学校 | 行進曲「太平洋」 （海軍軍楽隊作曲）             | 日野正   |     |

- 喇叭鼓隊 学生部

| 順 | 団体名           | 自由曲                                  | 指揮者   | 賞   |
| -- | ---------------- | --------------------------------------- | -------- | ---- |
| 1  | 専修商業学校     | 「剛健」 （ガデンヌ作曲）               | 太田黒渉 | 1位  |
| 2  | 大垣市東国民学校 | 「青年マーチ」 （戸山学校作曲）         | 安田正一 | 3位  |
| 3  | 神戸村野工業学校 | 行進曲「精鋭」 （大沼哲作曲）           | 中村勇   | 2位  |
| 4  | 下関中学校       | 意想曲「非常時日本」 （和田小太郎作曲） | 和田方義 |      |
| 5  | 川越商業学校     | 意想曲「襲撃」 （大沼哲作曲）           | 吉野勇   | 特選 |

- 喇叭鼓隊 一般部

| 順 | 団体名         | 自由曲                        | 指揮者   | 賞   |
| -- | -------------- | ----------------------------- | -------- | ---- |
| 1  | 神戸喇叭習得団 | 意想曲「襲撃」 （大沼哲作曲） | 諸田義雄 | 特選 |

- 喇叭隊 学生部

| 順 | 団体名       | 自由曲                          | 指揮者   | 賞  |
| -- | ------------ | ------------------------------- | -------- | --- |
| 1  | 一ノ宮中学校 | 「戦捷行進」 （和田小太郎作曲） | 伊藤義郎 | 2位 |
| 2  | 浪華商業学校 | 行進曲「分列」 （永井建子作曲） | 尾崎信夫 | 1位 |

- 喇叭隊 一般部

| 順 | 団体名           | 自由曲                            | 指揮者 | 賞  |
| -- | ---------------- | --------------------------------- | ------ | --- |
| 1  | 神戸塚本六喇叭隊 | 「連隊行進曲」 （陸軍軍楽隊作曲） | 奥晴之 | 1位 |

- 鼓笛隊 学生部

| 順 | 団体名                 | 自由曲                                          | 指揮者   | 賞  |
| -- | ---------------------- | ----------------------------------------------- | -------- | --- |
| 1  | 東京商業実践女学校     | 「進軍」 （井上繁隆作曲）                       | 永田和子 | 1位 |
| 2  | 四條畷高等女学校       | 「愉快なる行進」 （四條畷高等女学校編曲）       | 嵯峨山緑 | 3位 |
| 3  | 福岡県立門司高等女学校 | 「軍艦行進曲」 （瀬戸口藤吉作曲／平井淳衛編曲） | 杉山年代 | 2位 |

- 鼓笛隊 一般部

| 順 | 団体名               | 自由曲                                  | 指揮者   | 賞  |
| -- | -------------------- | --------------------------------------- | -------- | --- |
| 1  | 荒川ノーシン千種工場 | 行進曲「希望に燃えて」 （丸山和一編曲） | 早川猛   | 1位 |
| 2  | 株式会社丸永商店     | 「海国日本」 （明石丈夫編曲）           | 森恵美子 | 2位 |

東邦商業学校と神戸塚本六喇叭隊は、2年間連続優勝賞団体となったため、翌年は招待演奏とし「特選」が授与される予定であったが、東京で開催予定の第4回大会は太平洋戦争激化のため中止となった。